# Chelonus sochiensis
Chelonus sochiensis är en stekelart som först beskrevs av Vladimir Ivanovich Tobias 1997.  Chelonus sochiensis ingår i släktet Chelonus och familjen bracksteklar. Inga underarter finns listade i Catalogue of Life.